# 国井雅比古
国井 雅比古（くにい まさひこ、1949年2月7日 - ）は、NHKの元エグゼクティブアナウンサー。現在はフリー。都留文科大学特任教授。NPO法人日本トレッキング協会会長。オフィスカノン所属。

## 人物
- 東京学芸大学附属高等学校を経て東京大学文学部卒業後、1973年入局。
- 比較的早期に東京へ出たこともあり、多くの番組で活躍してきたが、定年以降は定時番組より特別番組の担当が多い。

## NHK所属時の出演
- NHKニュース（宿直時・随時）
- 自然のアルバム 〜岐阜蝶の舞う寺（ナレーション、富山局時代）
- ぐるっと海道3万キロ[2]
- 食卓の王様
- おかあさんの勉強室
- 日曜美術館
- 元禄繚乱（ナレーション、1999年1月〜12月）
- プロジェクトX〜挑戦者たち〜（2000年4月〜2005年12月）
- お元気ですか日本列島（月曜日2003年10月〜2005年3月、金曜日2005年4月〜2006年3月）
- 新選組!! 土方歳三 最期の一日（アバンタイトルナレーション、2006年1月3日）
- ラジオ深夜便（第2・4週月曜日出演、2006年4月〜2007年3月）
- スーダラ伝説〜植木等・夢を食べつづけた男（ナレーション、2007年4月8日）
- おーい、ニッポン
- 坂の上の雲・明治の夢・歴史の今（原作本朗読）
- NHKスペシャル『ラストメッセージ』ナビゲーター
- 小さな旅（後輩の山田敦子と交替で担当、2006年4月～2016年3月）
- 団塊スタイル 司会（風吹ジュンと担当）
- 柳川堀割物語（ナレーション、1987年、高畑勲監督・制作二馬力のドキュメンタリー映画、加賀美幸子と共に担当）
- 青函連絡船 栄光の航跡（ナレーション、1988年、みちのく銀行企画によるビデオ）

## フリーでの出演
- 趣味どきっ!「はじめようスマホ」（2017年11月 - 12月（全8回）、NHK Eテレ）
- 小さな旅「放送１００年企画　つないで　つむぐ」（語り、2025年3月23日、NHK総合テレビジョン)